# Breza (żupania primorsko-gorska)
Breza – wieś w Chorwacji, w żupanii primorsko-gorskiej, w gminie Klana. W 2011 roku liczyła 60 mieszkańców.